# Amblyjoppa magna
Amblyjoppa magna là một loài tò vò trong họ Ichneumonidae.